# Distrito 7 (Cidade de Ho Chi Minh)
O Distrito 7 (em Vietnameita:Quan 7) é um dos 24 distritos da Cidade de Ho Chi Minh, no Vietnam. Está localizado na região sul da cidade . Com uma área total de 35,69 km², o distrito tem uma população de 265 997 habitantes, de acordo com dados de 2010. É dividido em 10 alas.